# 托姆林森山
67°15′S 51°11′E / 67.250°S 51.183°E
托姆林森山是南極洲的山峰，位於恩德比地，屬於斯科特山脈的一部分，處於馬斯蘭山以南3.7公里，該山峰根據澳大利亞探險隊拍攝的空中照片被繪入地圖。